# Сумувати не треба
«Сумувати не треба» — радянський музичний короткометражний телефільм, знятий на кіностудії «Лентелефільм» в 1985 році.

## Сюжет
Фільм складається з послідовних сцен, в яких актори виконують радянські хіти тридцятих-сорокових років. Звучить музика у виконанні естрадного оркестру, грають фокстроти, романси і танго. Зйомки відбувалися в Центральному парку культури і відпочинку імені С. М. Кірова в Ленінграді, у тому числі на тлі поруч розташованого Єлагіна-палацу.

## У ролях
- Андрій Миронов:
«Сумувати не треба» (музика: Матвій Блантер, слова: Володимир Масс): «Щасливий дощик» (музика: Олександр Цфасман, слова: Павло Бурикін): «Якщо любиш» (музика: Костянтин Лістов, слова: Лев Ошанін)
- Лариса Голубкіна:
«Якщо можеш — пробач» (Tango «Scrivimi») (музика: Джованні Раймондо в обробці Аркадія Островського, слова: Йосип Аркадьєв): «Прощальний промінь» (музика: Олександр Цфасман, слова: Наум Лабковський)
- Ірина Селезньова:
«Дівчина і капітан»: «Зустрічі» (музика: І. Жак, слова: А. Волков)
- Олександр Хочинський:
«Дівчина і капітан»
- Максим Леонідов:
«Сядь зі мною поруч» (музика: Сигізмунд Кац, слова: Д. Толмачов, Олександр Коваленков)
- Олег Басілашвілі:
«Осінь» (музика: Вадим Козін, слова: Є. Бєлогорська, В. Козін)
- Михайло Волков:
«Нічого не знаю» (музика: Г. Варс, слова: Ф. Рефрен)
- Ніна і Володимир Винниченки — танець

## Музика
Виконує Естрадно-симфонічний оркестр імені В. П. Соловйова-Сєдого Ленінградського комітету з Телебачення і Радіомовлення, керівник і диригент — Станіслав Горковенко. Автори аранжувань — В. Федоров, М. Воробйов і О. Анісімов.

## Знімальна група
- Режисер-постановник — Олег Єришев
- Автор сценарію — Генріх Рябкін
- Оператор-постановник — Ігор Наумов